# Carlo Chessa
Carlo Chessa (1855-1912) est un peintre, graveur et illustrateur italien, qui fit en partie carrière en France. Il est le père de Gigi Chessa.

## Biographie
Carlo Chessa est né le 12 novembre 1855 à Cagliari, en Sardaigne. 
Formé à l'Accademia Albertina, il peint principalement des paysages de montagne, ceux des Alpes cottiennes, et expose à Turin au cours d'expositions nationales et internationales en 1884, entre 1888 et 1897, et en 1911. Durant ces années, il est membre d'un cercle d'artistes italiens qui organise des biennales. Il fournit des illustrations à L'Illustrazione Italiana à partir de 1884. Il est aussi réputé pour ses gravures, dont des eaux-fortes et ses paysages urbains rattachés au védutisme tardif. 
Il est mort le 24 août 1912 à Turin.

## Ouvrages illustrés

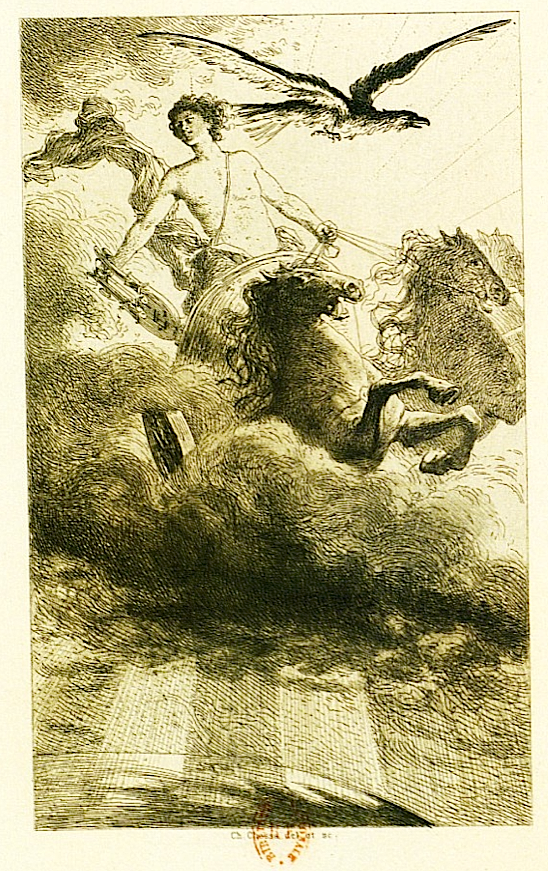
Frontispice en eau-forte du Chariot d'or (1907) d'Albert Samain.

Ses gravures illustrent les livres suivants :
- Leggende delle Alpi (1889) de Maria Savi-Lopez avec 60 illustrations[4].
- Leggende del mare (1894) de Maria Savi-Lopez, E. Loescher, avec 60 illustrations[5].
- Chronique du temps qui fut la Jacquerie (1903) de Léon Hennique, avec des compositions de Luc-Olivier Merson,  Librairie de la Collection des dix, A. Romagnol éditeur.
- Madame Bovary : mœurs de province (1905), de Gustave Flaubert, avec des illustrations d'Alfred de Richemont, gravées par Chessa, F. Feroud.
- Les chansons de Bilitis (1906) de Pierre Louÿs, avec 33 compositions de Raphae͏̈l Collin gravées à l'eau-forte, Paris, Ferroud.
- Le Chariot d'or (1907) d'Albert Samain, compositions et gravures, Paris, Ferroud.
- À bord de la Cange (1910) de Gustave Flaubert, avec neuf illustrations de Robaudi, Paris, Ferroud.
- Les nuits : la nuit de mai, la nuit de décembre, la nuit d'août, la nuit d'octobre (1911) d'Alfred de Musset, avec des illustrations de Luc-Olivier Merson, gravées par Chessa, et d'Adolphe Giraldon, gravées par Ernest Florian ; préface par Edmond Haraucourt, Paris, J. Meynial.